# Fred Grim
Johan Georg Friedrich (Fred) Grim (Amsterdam, 17 augustus 1965) is een Nederlandse voetbaltrainer en voormalig profvoetballer. Hij was jeugdtrainer bij Ajax, assistent-trainer bij Sparta Rotterdam, hoofdtrainer van Almere City, coach van Jong Oranje, assistent-bondscoach en ook interim-bondscoach van het Nederlands voetbalelftal en trainer van RKC Waalwijk, Willem II en FC Emmen. Als speler kwam Grim van 1986 tot en met 2002 als doelman uit voor Ajax en SC Cambuur/Cambuur Leeuwarden.

## Loopbaan als speler

### Ajax
Grim was actief keeper van 1986 tot 2002. Hij begon zijn carrière bij JOS en ging daarna naar Ajax.

### SC Cambuur/Cambuur Leeuwarden
Na Ajax ging hij naar Cambuur. In die periode keepte hij 272 wedstrijden achter elkaar en maakte hij één doelpunt.

### Ajax (tweede periode)
Na zijn tijd bij Cambuur ging hij weer terug naar Ajax. Hier speelde hij vervolgens acht seizoenen. In de eerste vijf was hij reservekeeper achter Edwin van der Sar. De laatste drie jaar was hij eerste keeper.

### Statistieken
| Seizoen   | Club               | Wedstrijden | Doelpunten |
| --------- | ------------------ | ----------- | ---------- |
| 1986/87   | Ajax               | 0           | 0          |
| 1986/89   | SC Cambuur         | 92          | 0          |
| 1989/94   | Cambuur Leeuwarden | 180         | 1          |
| 1994/2002 | Ajax               | 101         | 0          |
| Totaal    |                    | 373         | 1          |

## Loopbaan als trainer
Na zijn actieve spelerscarrière werd Grim keeperstrainer bij Ajax.
In het seizoen 2007/08 was hij assistent-trainer van Gert Aandewiel bij Sparta Rotterdam.
Vanaf het seizoen 2009/10 was Grim drie jaar actief als trainer-keeperstrainer van Jong Ajax. Later bleek dat hij zijn periode als keeperstrainer niet had afgemaakt vanwege de vele trainerswisselingen bij Ajax. Hij werd in 2010 benoemd tot hoofdtrainer van de Ajax A1. Met de A1 behaalde hij in het seizoen 2011/2012 de finale van The NextGen Series. Dit was de allereerste editie van het Europese toernooi voor A-junioren. In de finale werd verloren van Internazionale. Grim werd tweemaal kampioen van Nederland met de A1. Hij nam zijn hoogste trainersdiploma in ontvangst op 17 februari 2010.
Op 11 oktober 2012 werd bekendgemaakt dat Grim hoofdtrainer werd van Almere City FC, dat op dat moment op de laatste plaats in de Jupiler League stond. Na zijn komst ging het beter met de club. Op 30 november 2012 werd door de 2-1-overwinning op Excelsior een nieuw clubrecord gevestigd, doordat dit het vijfde duel op rij was dat Almere City had gewonnen. Op 14 december kreeg Grim zijn eerste persoonlijke prijs als trainer: hij kreeg voorafgaand aan het duel met FC Dordrecht de Bronzen Stier uitgereikt door Kenneth Pérez. Grim was verkozen tot beste trainer van de tweede periode. Een jaar later, op 12 december 2014, won de club voor het eerst een prijs (periodekampioenschap), waardoor het team mocht meedoen aan de play-offs voor promotie naar de Eredivisie. Deze werden echter verloren (1-1 en 2-1). Op 22 juni 2015 werd bekend dat hij Almere City zou verlaten en zou vertrekken naar Jong Oranje.
Grim werd in juni 2015 bondscoach van Jong Oranje. Onder zijn leiding plaatste Nederland zich niet voor het EK onder 21 in 2017. Nederland werd tweede in de poule achter Jong Slowakije en verloor de beslissende play-offs van Jong Portugal.
In 2016 werd Grim assistent van Danny Blind bij het Nederlands elftal. Nadat Danny Blind op 26 maart 2017 ontslagen was, nadat een dag eerder de WK-kwalificatiewedstrijd in en tegen Bulgarije met 2–0 was verloren, werd Grim aangesteld als interim-bondscoach. Op 28 maart 2017 verloor Nederland onder zijn leiding met 1–2 van Italië in een vriendschappelijk duel. Ook won het Nederlands elftal onder zijn leiding een vriendschappelijke wedstrijd tegen Marokko met 2-1 en een vriendschappelijke wedstrijd tegen Ivoorkust met 5-0. Deze wedstrijden werden gespeeld op respectievelijk 31 mei 2017 en 4 juni 2017. Tussen september 2017 en november 2017 werd Grim weer assistent-trainer onder de nieuwe bondscoach Dick Advocaat. Het lukte het Nederlands elftal niet om zich te plaatsen voor het WK-voetbal 2018.
Eind 2017 werd Grim de assistent-trainer van Dick Advocaat bij Sparta Rotterdam. Het doel was dat de club zich zou handhaven in de Eredivisie voor dat seizoen. Op dat moment stond de club op de laatste plaats. Directe degradatie werd voorkomen aan het einde van de competitie, maar de club werd veroordeeld voor de play-offs om promotie/degradatie. In de finale van de play-offs werd verloren van FC Emmen met 1-3 over twee wedstrijden, waardoor Sparta Rotterdam degradeerde naar de Eerste divisie.
Op 8 juli 2018 werd bekend dat Grim de nieuwe hoofdtrainer van RKC Waalwijk zou worden. Hij tekende voor twee seizoenen.
In zijn eerste seizoen bij RKC Waalwijk werden de play-offs promotie/degradatie gehaald. Door achtereenvolgens NEC en Excelsior te verslaan, werd de finale bereikt. De eerste finale op 25 mei 2019  thuis tegen Go Ahead Eagles werd 0-0. Op 28 mei 2019 won RKC Waalwijk op spectaculaire wijze van Go Ahead Eagles met 4-5, waarmee het promotie naar de Eredivisie afdwong. In de allerlaatste seconden van de extra tijd wist Stijn Spierings de 4-4 te scoren, genoeg om de promotie veilig te stellen. Mario Bilate scoorde in de resterende seconden zelfs nog de 4-5 uit een penalty.
Op 28 mei 2021 werd bekendgemaakt dat Grim vanaf het seizoen 2021/22 de nieuwe hoofdtrainer werd van toenmalig Eredivisionist Willem II. Op 8 maart 2022 werd hij na tegenvallende resultaten per direct ontslagen. Van de laatste achttien wedstrijden had hij er één weten te winnen. Grim tekende in juni 2023 een tweejarig contract bij het toen net uit de Eredivisie gedegradeerde FC Emmen, waar hij in combinatie met zijn hoofdtrainerschap ook technisch manager is. Op 9 april 2024 werd bekend dat Grim werd ontslagen na het tot dat moment tegenvallend te noemen seizoen van FC Emmen.

## Erelijst
Als speler
| Competitie                                  |            |                                    |            |            |
| Competitie                                  | Aantal     | Jaren                              |            |            |
| SC Cambuur                                  | SC Cambuur | SC Cambuur                         | SC Cambuur | SC Cambuur |
| ------------------------------------------- | ---------- | ---------------------------------- | ---------- | ---------- |
| Kampioen Eerste divisie                     | 1x         | 1991/92                            |            |            |
| Ajax                                        |            |                                    |            |            |
| Mondiaal                                    |            |                                    |            |            |
| Wereldbeker voor clubteams                  | 1x         | 1995                               |            |            |
| Continentaal                                |            |                                    |            |            |
| UEFA Champions League                       | 1x         | 1994/95                            |            |            |
| UEFA Super Cup                              | 1x         | 1995                               |            |            |
| Nationaal                                   |            |                                    |            |            |
| Kampioen Eredivisie                         | 4x         | 1994/95, 1995/96, 1997/98, 2001/02 |            |            |
| KNVB Beker / Amstel Cup                     | 4x         | 1985/86, 1997/88, 1998/99, 2001/02 |            |            |
| Nederlandse Supercup / Johan Cruijff Schaal | 3x         | 1994, 1995, 2002                   |            |            |

Als trainer
| Competitie                       |         |                  |         |         |
| Competitie                       | Aantal  | Jaren            |         |         |
| Ajax A1                          | Ajax A1 | Ajax A1          | Ajax A1 | Ajax A1 |
| -------------------------------- | ------- | ---------------- | ------- | ------- |
| Kampioen A-Junioren Eredivisie   | 2x      | 2010/11, 2011/12 |         |         |
| RKC Waalwijk                     |         |                  |         |         |
| Promotie Eredivisie na play-offs | 1x      | 2019             |         |         |

Persoonlijk
- Bronzen Stier Jupiler League (1): 2012 (Tweede periode)
- Bronzen Stier Jupiler League (1): 2014 (Tweede periode)